# (1688) Wilkens
(1688) Wilkens – planetoida z grupy pasa głównego asteroid okrążająca Słońce w ciągu 4 lat i 88 dni w średniej odległości 2,62 au. Została odkryta 3 marca 1951 roku w obserwatorium w La Placie przez Miguela Itzigsohna. Nazwa planetoidy pochodzi od Alexandera Wilkensa, astronoma Obserwatorium La Plata. Przed nadaniem nazwy planetoida nosiła oznaczenie tymczasowe (1688) 1951 EQ1.